# Goudbrauworganist
De goudbrauworganist (Chlorophonia callophrys) is een zangvogel uit de familie Fringillidae (vinkachtigen).

## Verspreiding en leefgebied
Deze soort komt voor in de bergwouden van Costa Rica en westelijk Panama.